# Isotta Nogarola
Isotta Nogarola (1418 – 1466) tudós olasz humanista írónő. Apponyi Sándor nagyanyai felmenője. Legjelentősebb műve a De pari aut impari Evae atque Adae peccato, melyben Ádám és Éva bűnbeesésben viselt felelősségéről értekezik.

## Élete

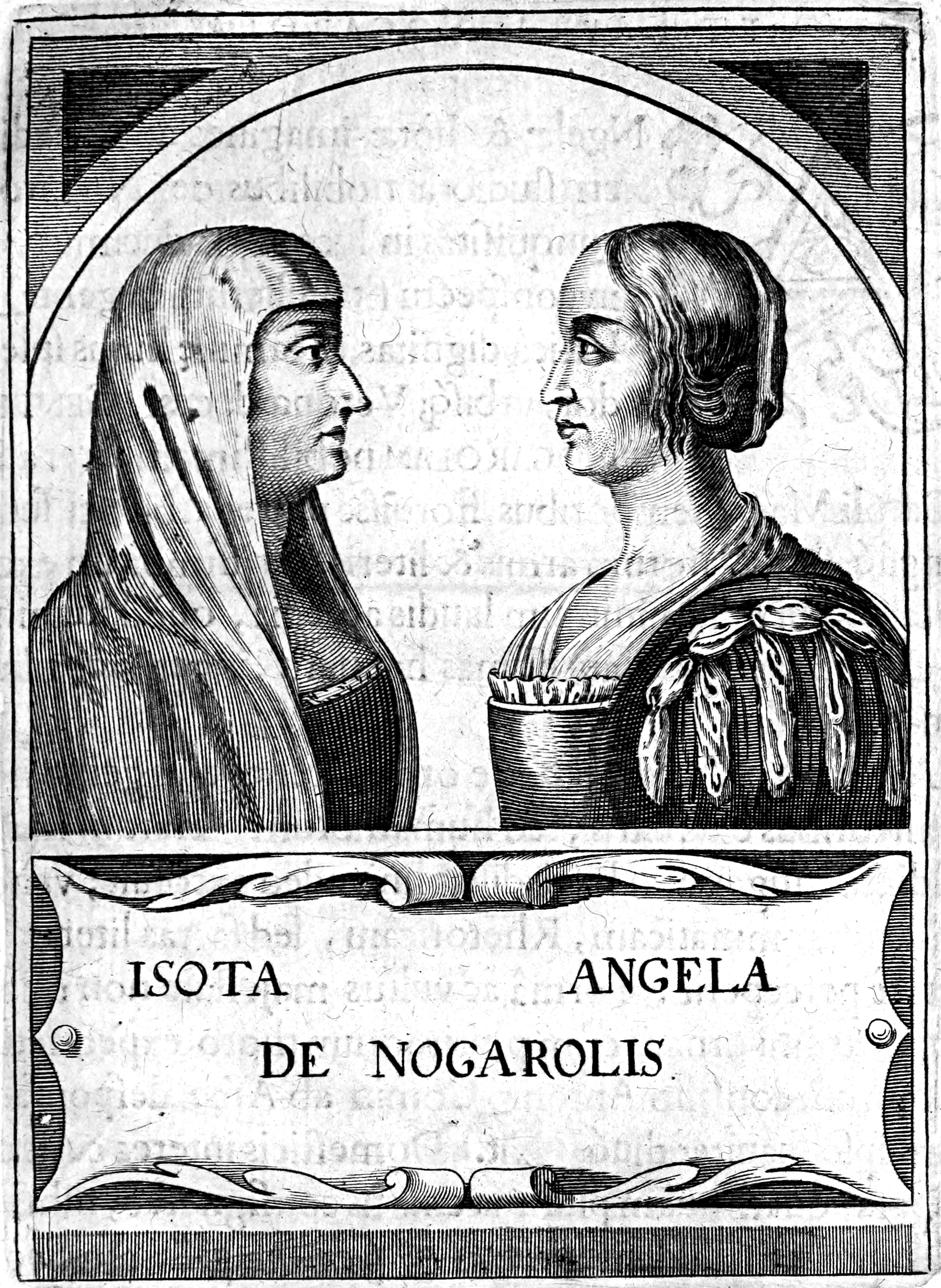
Isotta Nogarola és nagynénje Angela

Olaszország egyik legrégibb, Verona egyik legjelesebb grófi családjába született. Apja Leonardo Nogarola, anyja Bianca Borromeo, ki korán megözvegyült.
A korban megszokottól eltérően, részben az ő ösztönzésének, részben a Nogarola családban gyökerező irodalmi hagyományoknak köszönhetően fordult fiú testvérei mellett Isotta és nővére Ginevra (1417–1464) is a latinos műveltség felé. Tanítójuk a kiemelkedő humanista gondolkodó, Guarino da Verona körébe tartozó Martino Rizzoni volt. A reneszánsz korban divatos szokást követve Isotta és Ginevra is leveleket fogalmazott meg híres gondolkodóknak, hogy azok válasza azután ismertté tegye őket. Első irományaik címzettje a velencei humanista Francesco Barbaro és tanítványa, a dózse fia, Jacopo Foscari volt. Isotta levelezésének érdekes momentuma, hogy 1437-ben magának Guarino da Veronának is írt. A gondosan megfogalmazott művet néhány hónap múlva egy újabb, némileg neheztelő episztola követte. Ebben Isotta elpanaszolta szégyenét, melyet Guarino válaszának késlekedése miatt Verona asszonyi köreiben kellett átélnie. Panaszaira végül megérkezett a várt felelet, ezután azonban Isotta nem merte tovább zaklatni a tiszteletre méltó urat, inkább más levelezőtársat keresett.
1438-ban a Nogarola család – az időközben férjhez ment Ginevrát kivéve – a Veronában kitört pestis elől Velencébe költözött. Csak 1441 elején tértek vissza otthonukba. Isotta ekkor fordult a teológia és a filozófia felé, s levelezését egyre inkább elhanyagolta. Ekkoriban határozta el azt is, hogy soha nem megy férjhez, így 1453-ban egy házassági ajánlatot is visszautasított. A világtól és korábbi tanulmányaitól visszavonulva, a Bibliát és az egyházatyák műveit olvasva élt egyik fiútestvérével és annak családjával.
1450-ben, római zarándoklata során jutott a lehetőséghez, hogy szónoklatot tartson V. Miklós pápa előtt. Ez valószínűleg egy üdvözlő beszéd lehetett, melyben megcsillogtathatta retorikai képességeit.
A következő évben ismerkedett meg Ludovico Foscarinivel, Bologna, Verona, Brescia és Padova helytartójával. Barátságukból bontakozott ki azután Isotta legnagyobb teológiai munkája, a már említett De pari aut impari Evae atque Adae peccato, amelyben dialógusba foglalta bűnbeesésről folytatott levelezésüket.
A teológiai kérdések mellett a kor problémái is érzékenyen érintették a Nogarola család kiemelkedő női tagját. 1459-ben a mantovai zsinat alkalmával levelet írt II. Piusz pápának, melyben lelkes szavakkal buzdította a török kiűzésére Európából. Már életében is az olasz reneszánsz kiemelkedő hölgytagjai közé tartozott és számos csodálója akadt. Halála után Giovanni Mario Filelfo egy költeménnyel, Jacopo Filippo da Bergamo pedig De claris mulieribus című munkájában állított neki emléket.

## Irodalmi tevékenysége
Munkásságát három fő periódusra oszthatjuk:
- 1434–1440 a korai szakasz, melyben kiterjedt levelezést folytatott
- 1441–1449 az intellektuális ébredés időszaka, melyet a klasszikus szövegek, patrológiai művek és a Biblia olvasása fémjelez. Isottától nem maradt fenn levél ebből az időszakból, ezért a velencei nemes, Lauro Quirini hozzá írt episztoláiból nyerhetünk róla információt.
- 1450–1461 a záró szakasz, melyben új műfajokkal valamint a pogány és keresztény gondolkodás új szinkretizmusával kísérletezett, ennek jegyében írta meg utolsó művét a nyolcéves gyermekét gyászoló velencei nemeshez. Ekkor született dialógusa és szónoklatai is.

## Ádám vagy Éva bűnösebb?
Isotta és Lodovico Foscarini levelekben fejtette ki nézeteit a bűnbeesés körülményeiről Augustinus állítása kapcsán. Ezt foglalta Isotta dialógusba, megtartva az írások eredeti alakját. Így született meg kiemelkedő teológiai munkája, melyet a kortársak is elismeréssel illettek. A két vitázó érvei között megfigyelhetőek Arisztotelész és az egyházatyák nézetei is. A művet Franciscus Nogarola jelentette meg nyomtatásban 1563-ban, Velencében, Aldus Manutiusnál. Ezzel tisztelgett Bernardo Navagero bíboros előtt annak veronai püspöki kinevezése alkalmából. Némileg módosítva a munkán, Foscarini helyére Isotta testvérét, Leonardo Nogarolát helyezte, továbbá beillesztette a párbeszédbe a bíboros egyik felmenőjét, ezzel is igazolva Navagero és a Nogarola családok között fennálló régi jó viszonyt.

### Érvek és ellenérvek
A helytartó szerint Éva volt a bűnösebb, mert ő vette rá Ádámot is az isteni tilalom megszegésére. Ezért Isten súlyosabb büntetéssel is sújtotta. Ádám mentségére szól viszont, hogy nem a maga, hanem oldalbordája kedvéért vétkezett.
Évát azonban Isten eleve tudatlannak, ingatagnak, törékenynek teremtette – írta Isotta – így nem is csoda, hogy nem tudott ellenállni a sátán csábításának. A nagyobb vétket pedig egyébként is Ádám követte el, hiszen ő, tökéletes racionalitása ellenére, az egész emberiségre kárhozatot hozott, mikor a tiltott gyümölcsbe harapott.
Ludovico erre adott válaszát – tudniillik, hogy Éva tudatlansága büszkeségből származott – Isotta általánosságban elismerte, annak fenntartásával, hogy Isten teremtette olyannak. A vita folyamán mindkét fél kitartott álláspontja mellett, ám végül kifogytak az érvekből, így egymás kölcsönös dicséretével zárult a levelezés.